# Pont Vell de Gironella

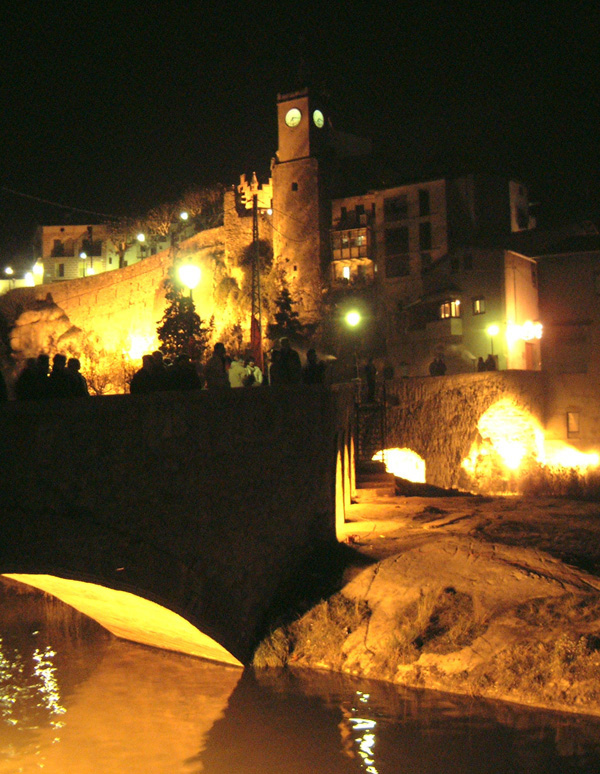
Gironella de nit

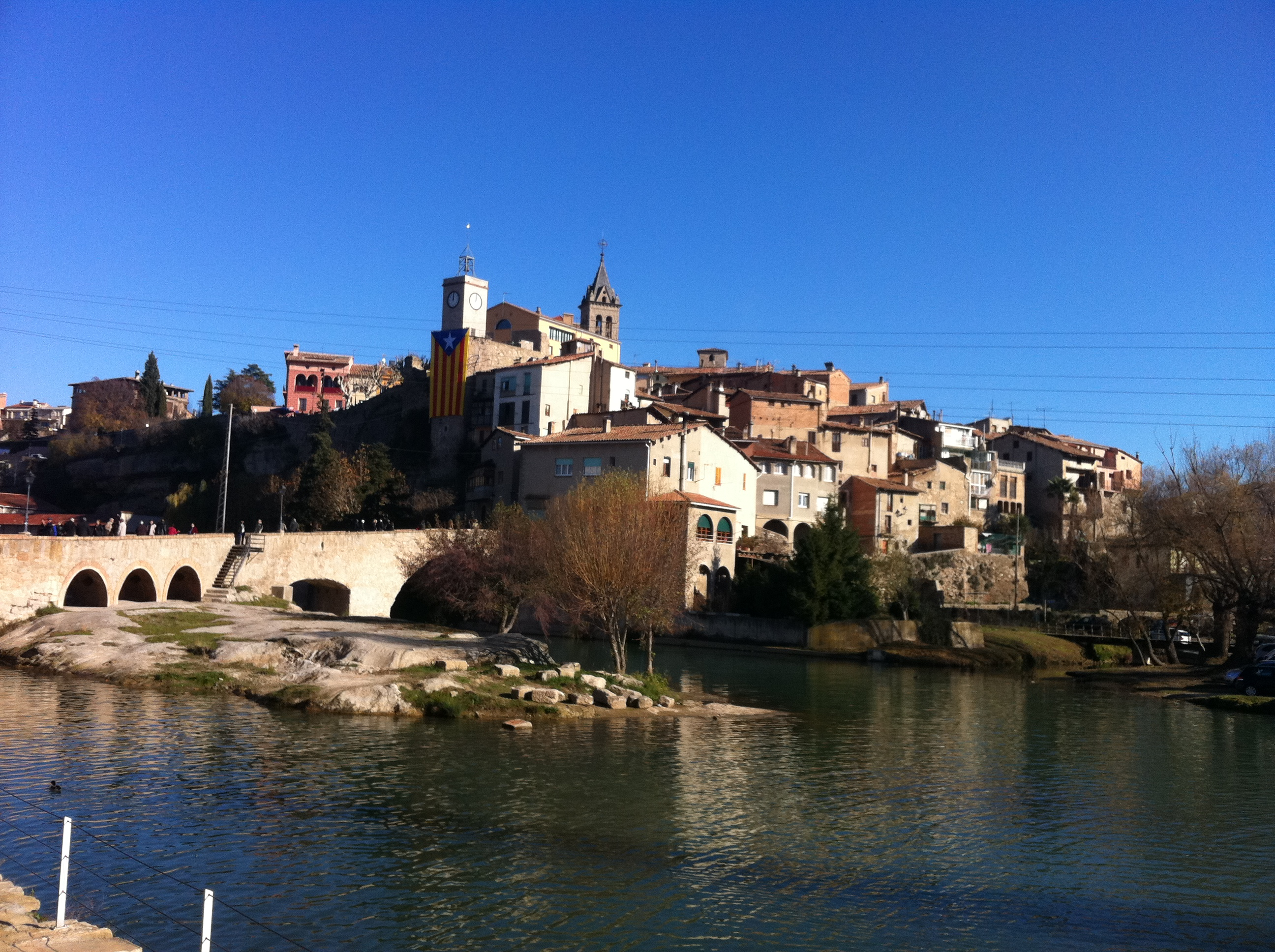
El Pont Vell i el seu entorn

El Pont Vell de Gironella o Pont Gòtic és un pont d'origen medieval sobre el riu Llobregat que constitueix el principal accés per a vianants al nucli antic de la vila de Gironella (el Berguedà) des del marge dret del riu. L'entorn del pont és un indret emblemàtic de la vila.

## Descripció
Pont gòtic format per sis ulls de mida diversa, actualment en ús per a pas de vianants, del qual només es conserva la construcció original d'una part a causa de les transformacions i de l'efecte destructiu de les riuades. El pont travessa el Llobregat aprofitant una roca central del riu, on reposa, i dona accés al nucli antic de la vila. El sector de llevant és format per un arc lleugerament apuntat i un de més petit rebaixat, tots dos construïts amb carreus de pedra sense escairar units amb morter. Sobre la roca hi ha tres arcs més petits de maó i l'accés a llevant, reconstruït més recentment, té l'arc més baix però de més llum. Només dos dels ulls són els originals gòtics, els de llevant (més propers a l'accés al poble vell); la resta van ser afegits al llarg del temps. Cal destacar que una escala permet l'accés a la roca on s'assenten diversos pilars que sostenen el viaducte. Segons fotografies d'inicis del segle xx, el pont tenia dues seccions diferents, que no estaven unides: els dos arcs de llevant arrencaven de la roca central del riu, començant amb una petita corba, fins a l'entrada del poble vell; i des de la riba de ponent a la roca central hi havia un pont més petit, d'una sola arcada, de factura més recent o bé reconstruït, de finals del segle xviii. A la roca central, i al costat de l'inici de la secció vella del pont, hi havia una creu de pedra, segons sembla, aixecada pels picapedrers que van construir el pont nou.

## Història
El pont gòtic fou construït inicialment a mitjan segle xiv pels barons de Pinós. El trobem documentat l'any 1389 en un document que fa referència a les obres d'arranjament del pont.
Abans de la construcció d'aquest pont, l'únic accés possible a la vila des de l'altra banda del Llobregat era el del pont romànic de Sant Marc, a cal Bassacs, conegut també com a pont del Diable. Amb aquesta obra s'obrí un nou portal, el del pont, a les muralles de la vila, ja que permetia un accés més ràpid i millor al castell i al petit nucli urbà. La riuada de 1982 malmeté considerablement el sector de ponent, que ja era refet del segle xviii. Aleshores es feu necessari arranjar-lo, es van reconstruir els arcs de mig punt fets amb maó sobre la roca central i també el gran arc rebaixat.

## Entorn i utilització
Als anys 90 del segle XX es va arranjar l'entorn del riu i s'hi van construir dues rescloses, la primera de les quals embassa l'aigua creant un estany navegable on es pot practicar piragüisme o pesca, i que és actualment un indret natural per a la protecció de la flora i la fauna. Al mateix temps aquest entorn s'utilitza per diversos actes socials, com per exemple l'arribada dels Reis de l'Orient i inici de la cavalcada, la nit del 5 de gener, ja que els Reis i els seus patges arriben en barca pel riu. Un altre acte destacat és l'espectacle L'onze de setembre i Gironella, que organitza el grup de teatre la Gresca des del 2001, amb la participació de 200 voluntaris del poble, i del qual se se'n solen fer dues funcions anuals amb un total de 2.000 espectadors. L'obra es representa a l'aire lliure sobre les roques del riu, davant del pont.